# Luigi Corbellini

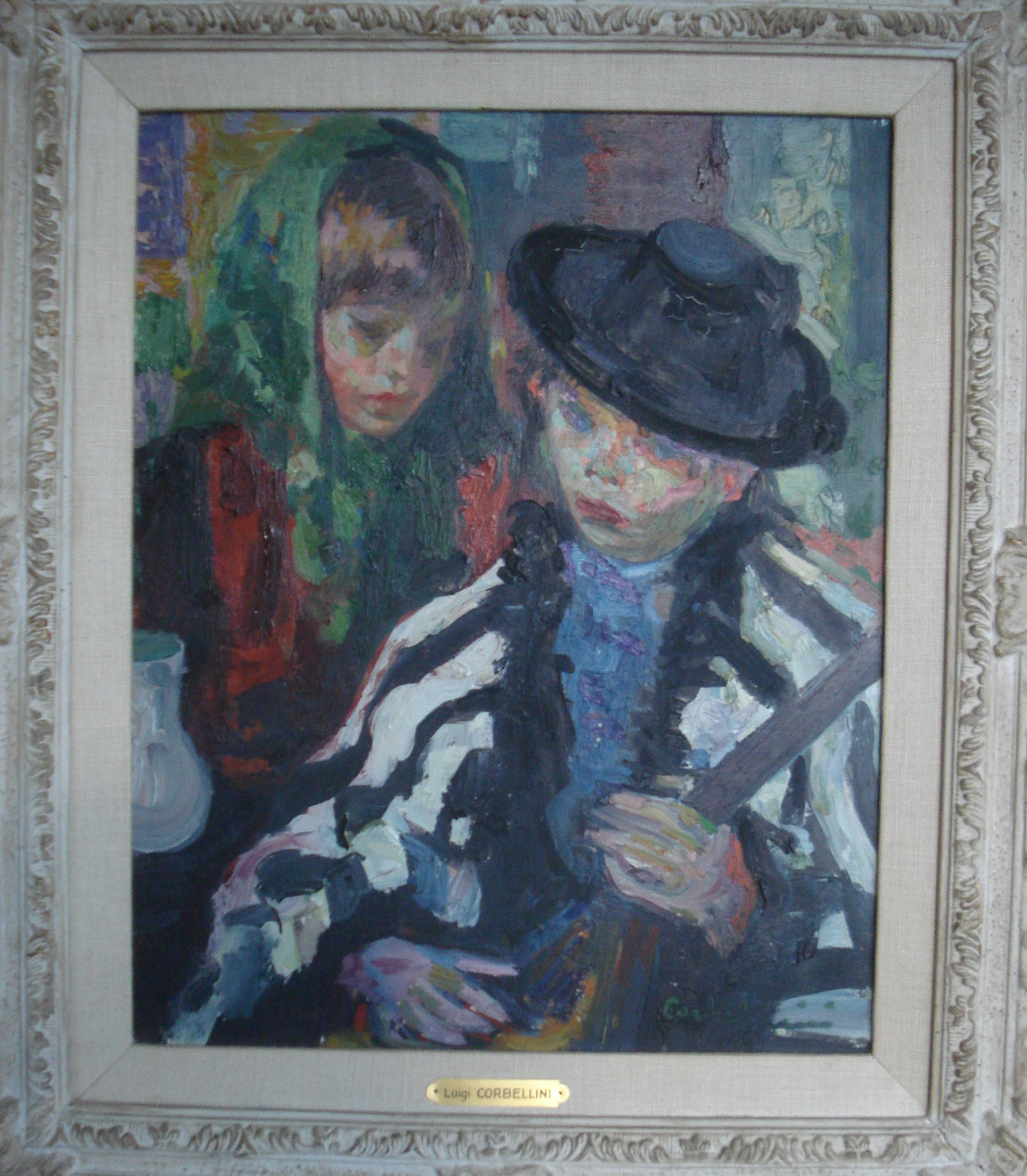
Les petits gitans

Luigi Corbellini est un peintre italien du XXe siècle né le 11 août 1901 à Plaisance en Italie et mort le 9 mai 1968 à New York aux États-Unis.

## Biographie
Luigi Corbellini naît en 1901 à Plaisance (Piacenza) en Émilie-Romagne. Ses parents sont Celeste Corbellini et Giuseppina Gazzola. Il est le quatrième enfant d'une fratrie de douze. Corbellini, alors adolescent, veut être peintre ; dès l'âge de treize ans, il part étudier à l’Académie des beaux-arts de Brera de Milan, puis à l’Accademia Albertina de Turin.
En 1920, les Éditions Desclée de Brouwer, alors à Bruges (Belgique), lancent un concours international de peinture pour leur atelier de lithographie : Corbellini gagne ce concours, grâce à une Madone, alors qu'il n'a que 19 ans. Il quitte l'Italie et arrive à Bruges, ne connaissant que l'italien. Il connaît la lithographie, mais doit apprendre le français.
Il découvre également la peinture flamande avec des maîtres comme Flori Van Acker. Au bout de trois ans, en 1923, ayant quelques économies, il quitte son emploi (ce sera le seul emploi de sa vie), pour Paris où il s'installe à Montmartre, dans un petit hôtel, dans l'attente d'une place au Bateau-Lavoir, où il aura son atelier un an plus tard, celui-là même de Pablo Picasso.
L'été 1924, il part à Deauville où se retrouvent les célébrités. Il peint ce qu'il voit, la mer, la plage, jusqu'au jour où un monsieur vient regarder ce qu'il peint : le troisième jour cette personne lui demande s'il sait peindre des portraits et l'invite à venir chez lui faire celui de sa fille. Il lui tend une carte de visite au nom de Robert de Rothschild.
C'est la deuxième chance de Luigi. Son portrait rencontre un succès tel, que tous ceux invités à l'admirer lui demandent de faire celui de sa femme ou fille, ou encore le sien-même (tel Paul Guerlain). Quant à Boni de Castellane, il lui demande de peindre toute son écurie. C'est ainsi que Luigi devient bien connu dans le monde du cheval. Il quitte Montmartre pour Montparnasse.
Il participe en 1928 et 1929 au Salon des Indépendants et, en 1930, il fonde, avec plusieurs artistes, dont Bonnard, Creixams, Leprin, Roland Oudot et Daniel Viaud, l'École de Montmartre et un journal Témoignages dont le premier numéro est daté d'octobre 1930[réf. souhaitée].
En 1937, il peint le portrait de Maryse Bastié qu'il rencontre lors d'une exposition de ses toiles à Limoges.
Refusés, au Salon d'Automne 1943, il crée, avec Philippe Marie Picard et Michel Ciry, le "Groupe Indépendant" ; tous trois exposeront à la Galerie Jean Pascaud, 165 Bd Haussmann le 26 mai 1944 ; intitulé de cette exposition : "Exposition d'automne, Groupe Indépendant" .
Le peintre Luigi Corbellini a exposé à la Galerie Nationale, aux Indépendants, aux Salons d'automne, au Salon des Tuileries.
Toujours italien, la Seconde Guerre mondiale l'envoie d'abord en Suède où il a l'honneur de faire le portrait des jeunes princes, ainsi que celui des enfants de Lars Schmidt.
Il peint également toute une série d'enfants et de mères, portant des ballots, fuyant sur les routes les horreurs de la guerre : cette période, inspirée d'une palette flamande, est nommée la série des Sans Famille, du nom du roman de Hector Malot, au travers des chapeaux pointus des illustrations de la première édition du livre, que Corbellini fera porter par les jeunes garçons de ses toiles. En 2006, le quotidien de Plaisance, La Libertà, publie un livre de cuisine spécifique à cette ville : les pages de couverture reproduisent un tableau de Corbellini, I Profughi (les réfugiés), (don du comte Anguissola à la Galleria d'arte moderna Ricci Oddi) dont on ne voit, sur l'aplat, que la partie festive : des enfants autour du goûter. Au dos, on aperçoit le peintre qui s'est représenté. Près de son visage, dans un encadrement, un petit garçon affamé regarde. Cette image a été expliquée par le peintre lui-même : cet enfant, ce fut lui.
Puis c'est aux États-Unis qu'il se rend. Il est fasciné par New York qu'il peint énormément.
Il présentera une exposition aux États-Unis, toutes les années impaires, soit chez Victor Hammer à New York, soit à Los Angeles. Il expose également à San Francisco. Les années paires, il expose à Paris, chez Paul Durand-Ruel. En 1950, il expose à Bruxelles, en compagnie de deux peintres de Plaisance, S. Belloni et M. Martini (source F.Arisi-La Libertà).

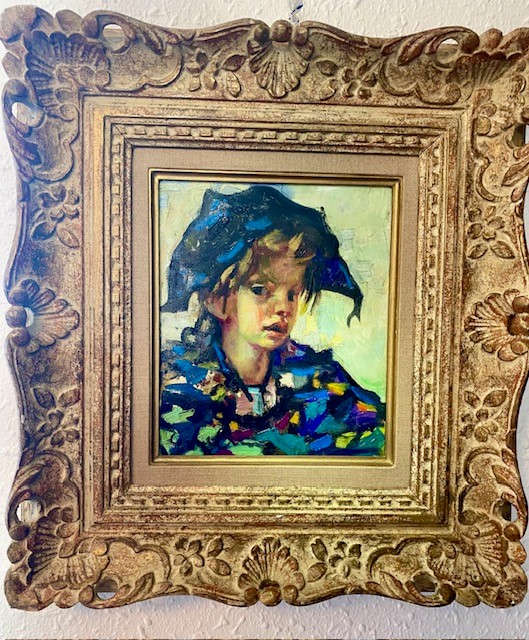
Jeune garçon arlequin

Après la guerre, il fait plusieurs tours du monde, un tous les deux ans, en évitant toujours la Corse afin que son œuvre ne se confonde pas avec celle de François Corbellini qui y habita et y peignit jusqu'à son décès en 1943 . Il s'installe à Capri pendant un an (1946). Il se rend également en Asie, au Viêt Nam et à Hong Kong, peignant notamment la baie de cette dernière. Il se rend à Tahiti où c'est plutôt la flore qui retiendra son attention : c'est à cette époque qu'il crée « son vert », le vert Corbellini. Il voyage en outre en Amérique du Sud, au Brésil (dans une lettre à l'un de ses amis, il écrit de sa main qu'il a peints, au Brésil, 17 paysages et portraits) et au Venezuela et en Espagne. Dans L'aube du XXe siècle, Petit Palais de Genève, on notera qu'il s'est également rendu en Laponie et au Japon. De mars à août 1959, il fait un voyage de cinq mois, le conduisant de New York à San Francisco en Californie, à Honolulu, Hawaï, Îles Fidji, Tahiti, Noumea.
Il participera à des expositions de groupe avec Pio Santini, Lucien Fontanarosa, Bonnard, Roger Limouse... Il aura des amis tels Sacha Guitry, Cremonini, Paul Belmondo, Foujita, Gene Kelly, Robert Ryan. Corbellini a souvent peint Foujita lui-même peignant. Tandis que le baron Édouard Empain lui commande un triptyque pour la salle à manger de son appartement parisien.
Il décède à New York le 9 mai 1968 .

## Postérité
Depuis son décès, il a été exposé à la Chambre de Commerce italienne de Paris en 1978, à la Mairie du Ve (exposition de groupe) en 1979, au Club des Vieilles Tiges sous la présidence de Jacqueline Auriol en janvier 1982, au Parc Floral de Paris en novembre 1982, en 1988, le Salon d'Automne lui rend hommage, à Maisons-Laffitte en septembre 1991, à la Mairie du VIe en mai 1998 sous la présidence du prince Gabriel de Broglie, à la Mairie du VIIe en février 2001, et à la Maison des Ingénieurs Agronomes en septembre 2001, à l'U.N.I.A. en septembre 2002 (exposition portant exclusivement sur New York), exposition et causerie (par sa bru Nobilia Corbellini). Causerie agrémentée de quelques tableaux, par son fils Franco, à la Maison des Ingénieurs Agronomes le 9 janvier 2009.
Le 12 mars 2010, La Libertà (Plaisance, Italie) présente le premier livre publié sur Luigi Corbellini (en italien). Le 13 mars, le fils du peintre donne une conférence sur son père dans l'enceinte du Musée Ricci Oddi de Plaisance.
En août 2010 et en juillet 2018, le bimensuel La Voce, organe de presse des français d'origine italienne, publie un article avec reproduction d'un tableau, tandis que dans sa colonne des anniversaires, l'hebdomadaire Femme actuelle fait état de celui de la naissance de Corbellini en août 2010.
Le 3 octobre 2010, La Libertà publie un article de deux pages sur Corbellini, avec photographies de lettres et reproductions de tableaux.
Le 6 mai 2011, La Libertà (Plaisance, Italie) a présenté une conférence autour de la publication d'un livre : la correspondance de Luigi Corbellini et du comte Anguissola, réunie par Giorgio Eremo, avec reproductions de peintures.
Le quotidien La Libertà a fait un premier article le 5 mai, un centre du journal sur 2 pages le 6 mai, et un compte rendu d'une page le 7 mai 2011.
En hommage aux victimes du 11 septembre 2001, le fils Corbellini offre à La Libertà un tableau représentant New York vue du bateau qui amène Corbellini dans cette ville en 1947.
Le 30 septembre 2015, le Il Setttimo organise une exposition-hommage à Luigi Corbellini en présence de son petit-fils Orlando Corbellini.

## Œuvres
Luigi Corbellini a commencé l'art du portrait avec ses fratrie, fils, neveux et nièces, puis à Paris les enfants du 15e arrondissement de Paris, (depuis 1929, il demeurait Villa Santos-Dumont), mais il eût également des modèles, dont Kiki de Montparnasse, Dorothée Blanck, Régine Forgeot et la fratrie Catherine, Martine et Jean-Pierre Billot [réf. souhaitée].
portraits- La petite Arlequine de Corbellini

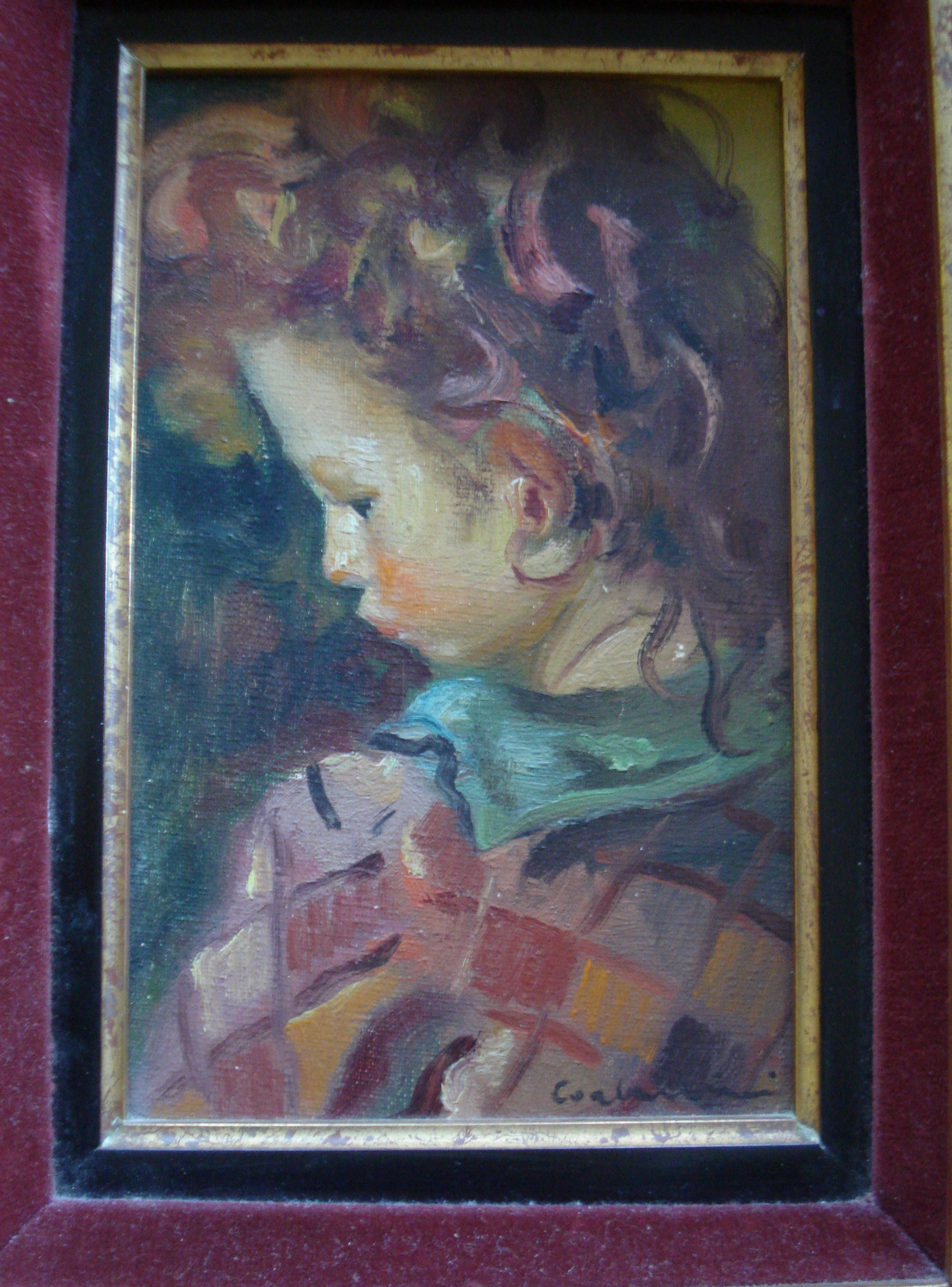
La petite Arlequine de Corbellini
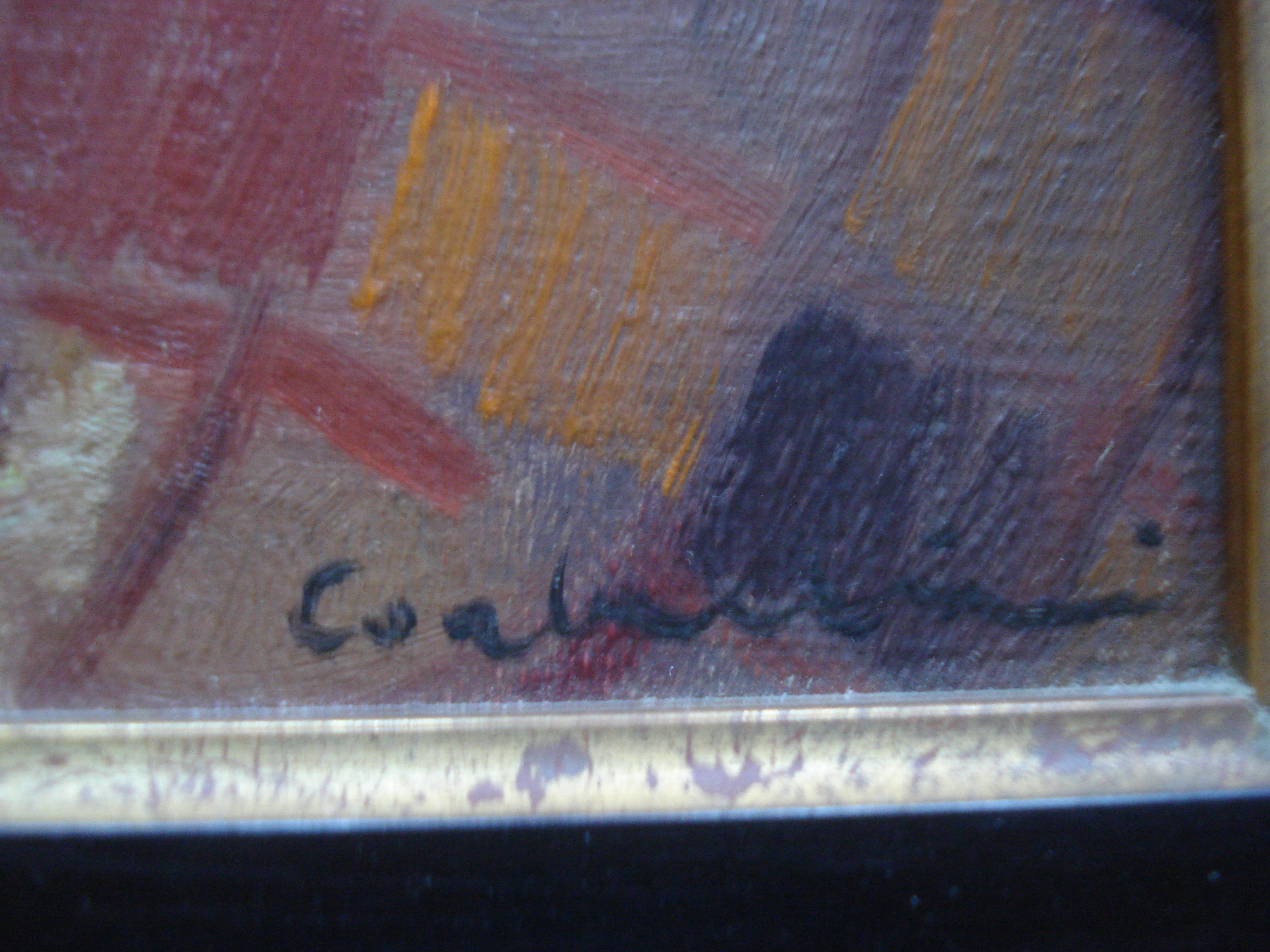
signature de Corbellini

- Paul Guerlain,
- Maryse Bastié (aviatrice) (portrait qui a brûlé dans l'incendie de l'Orée du Bois, qui abritait l'association Les Vieilles Tiges),
- Mme Georges Méliès (cinéaste, de la génération des frères Lumière),
- Albert Sarraut,
- Rockfeller,
- Vanderbilt et leur fils,
- M. & Mme John Steinbeck ainsi que leur bébé (source L'Amateur d'Art du 10/4/1956),
- Roberta Gutman,
- Raymonde Ghelfi.
- Ariane Zizi-Lancelli
- Élaine Bédard ( TV star canadienne, artiste de variétés) 1963" La Femme de Rêve", collection privée

croquis
- plusieurs croquis de Spadolini dansant (reproduit dans Beaux-Arts du 19 mai 1939 et Paris toujours du 27 septembre 1941),
- croquis de l'acteur Michel Simon,
- dessins du peintre Foujita peignant dans son atelier

### Collections
- Musée national d'art moderne[13]
- Musée du Jeu de Paume (achat en 1937 du Jongleur)[13]
- Musée de Grenoble[14]
- Musée Ricci Oddi de Plaisance[15],
- Musée d'art moderne de la ville de Paris,
- Museum of Arts, Evanston[Lequel ?] (États-Unis)
- Fonds national d'art contemporain

### Manifestations d'Art
- 1929 : galerie Bru à Paris
- 1930 : galerie Kleinman à Paris
- 1931 et 1933 : American Women's Club de Paris
- 1932 : à La Jeune Europe, Paris
- 1933 : Musée de Grenoble, Galerie Charpentier à Paris « Peintres italiens de Paris » sous la présidence de Pirandello, à La Spezia (Italie) et à Amsterdam
- 1935 : Galerie Bernheim à Paris, sous la présidence d'Albert Sarraut (Luigi Corbellini obtient le 2e Prix) et Musée du Jeu de Paume à Paris
- 1936 : Musée du Petit Palais : (expo de la collection du comte Sarmiento qui comprend un Corbellini) et la galerie de Paris, à Paris
- 1937 : Galerie Charpentier à Paris
- 1938 : Carnegie Institute à Pittsburgh (États-Unis)
- 1939 : rue Royale à Paris
- 1944 : Galerie Jean Pascaud, 165, boulevard Haussmann : "Exposition d'automne, Groupe Indépendant"
- 1945 : Rotunda gallery, San Francisco (États-Unis) et à la Galerie Chardin
- 1946 : Galerie Maurs, Paris
- 1948 : Galerie Susse, Paris

### Expositions personnelles

#### France
- galerie Carmine, Paris : 1927, 1928, 1930, 1931
- galerie Armand Drouant, Paris : 1931, 1933
- galerie Barreiro, Paris : 1932, 1934, 1936
- galerie Borghèse, Paris : 1935
- galerie Charpentier, Paris : 1937
- galerie Dalpayrat, Limoges : 1937
- galerie Grand, Lausanne : 1937
- galerie Aktuaryus, Strasbourg : 1938
- galerie Chardin, Paris : 1944, 1945
- galerie Jouffroy, Paris : 1944
- galerie d'Orsel, Paris : 1945
- galerie Mignon-Massard, Nantes : 1945
- galerie Drouant-David, Paris : 1948
- galerie Bonval, Paris : 1949
- galerie J.Hamon, Le Havre : 1950
- galerie Malaval, Lyon : 1956
- galerie Durand-Ruel, Paris : 1956, 1958, 1960, 1962

#### États-Unis
- University of Colombia, New York : 1948
- Hugo gallery, New York : 1949
- Cowie galleries, Los Angeles : 1950, 1953, 1956
- Hammer galleries, New York : 1952, 1954, 1956, 1959, 1961, 1964, 1966[3]
- Findlay galleries, Chicago : 1959, 1961, 1962
- Findlay à Palm Beach : 1961, 1962
- Manhattan galleries, Pasadena : 1961, 1963, 1966
- Juarez gallery, Los Angeles : 1962, 1970

#### Venezuela
- Acquavella, Caracas : 1964